# Sh2-285
Sh2-285 est une nébuleuse en émission visible dans la constellation de la Licorne.
Sh2-285 est ionisé par deux étoiles de classe spectrale B0V. Le catalogue Avedisova identifie l'une des deux étoiles comme LS VI -00 9. Le nuage contient l'amas ouvert infrarouge [BDS2003] 85. Sh2-285 serait directement connecté à la région nébuleuse Sh2-284.